# اکگلیو
اکگلیو (به ایتالیایی: Acceglio) یک سکونتگاه مسکونی در ایتالیا است که در استان کونیو واقع شده‌است.

## خصوصیات
اکگلیو ۱۵۱٫۵ کیلومترمربع مساحت و ۱۶۷ نفر جمعیت دارد و ۱٬۲۰۰ متر بالاتر از سطح دریا واقع شده‌است.